# Wellboy
Wellboy, pseudonimo di Anton Oleksandrovyč Vel'boj (in ucraino Антон Олександрович Вельбой?; Hrun', 9 giugno 2000), è un cantante ucraino.

## Biografia
Nato in una famiglia di musicisti, Wellboy ha partecipato come concorrente a X Factor, finendo sotto la guida della mentore NK. Ha guadagnato popolarità dopo aver pubblicato Husy (2021), singolo classificatosi 2º nella hit parade ucraina e vincitore dello YUNA alla miglior canzone. Lo stesso brano gli ha fatto guadagnare un secondo premio YUNA alla miglior rivelazione. Vyšni, pubblicata subito dopo, è divenuto il suo secondo ingresso nella top five nazionale.
Con l'inedito Nozzy Bossy, terzo ingresso del cantante nella top 40, ha cercato di rappresentare l'Ucraina all'Eurovision Song Contest, prendendo parte a Vidbir, dove si è classificato 3º. Nel dicembre 2022 è avvenuta la pubblicazione dell'album in studio d'esordio 8 marabu, trainato dagli estratti Husy e Styl'; quest'ultimo divenuto il suo quinto ingresso nella top 25 ucraina. L'LP contiene anche un terzo successo radiofonico, Dodomu, finito al vertice della graduatoria ucraina nel luglio 2023.
Nel maggio 2024 Zabyj ha segnato la sua quarta top ten, scalandola fino al 6º posto.

## Discografia

### Album in studio
- 2022 – 8 marabu

### EP
- 2024 – Toša

### Singoli
- 2019 – Krasyviše ljudej
- 2019 – Viter
- 2019 – Baba Moroz
- 2020 – Ne kolemos'
- 2021 – Husy
- 2021 – Vyšni
- 2022 – Nozzy Bossy
- 2022 – Prosto my
- 2022 – Vorohiv na noži
- 2022 – Styl'
- 2023 – Dokumenty u Diï
- 2023 – Pustocvit
- 2023 – Oči
- 2023 – Vovča jahoda
- 2023 – Obnjav-prypidnjav
- 2023 – Žittja
- 2024 – Zabyj (con Parfenjuk)
- 2024 – Peršyj krok (con Brykulets)
- 2024 – Cyfry
- 2024 – Div čyna (con i Quest Pistols e Parfenjuk)
- 2024 – Meni tak treba (con Kugatessa)
- 2024 – Bez požalusta (con Uljana Šuba)
- 2025 – Gulja
- 2025 – V duševnom Krymu
- 2025 – Ajauaska